# Schubladeneffekt
Der Schubladeneffekt bezeichnet das mechanische Klemmen eines Schlittens auf einer Führungsbahn infolge Verkantens.

## Ursache
Ausgelöst wird er durch ein auf den Schlitten wirkendes Drehmoment.
Ist die Führungslänge {\displaystyle l} kleiner als der doppelte Abstand der eingeleiteten Kraft {\displaystyle a} multipliziert mit dem Haftreibungsbeiwert {\displaystyle \mu }, besteht die Gefahr der Selbsthemmung:
{\displaystyle \arctan(\mu )>\alpha /2\Leftrightarrow \mu >\tan \left({\tfrac {\alpha }{2}}\right)} und {\displaystyle \tan \left({\tfrac {\alpha }{2}}\right)={\dfrac {\tfrac {l}{2}}{a}}}
{\displaystyle \Leftrightarrow \mu >{\frac {l}{2a}}\Leftrightarrow }

{\displaystyle l<2a\mu }

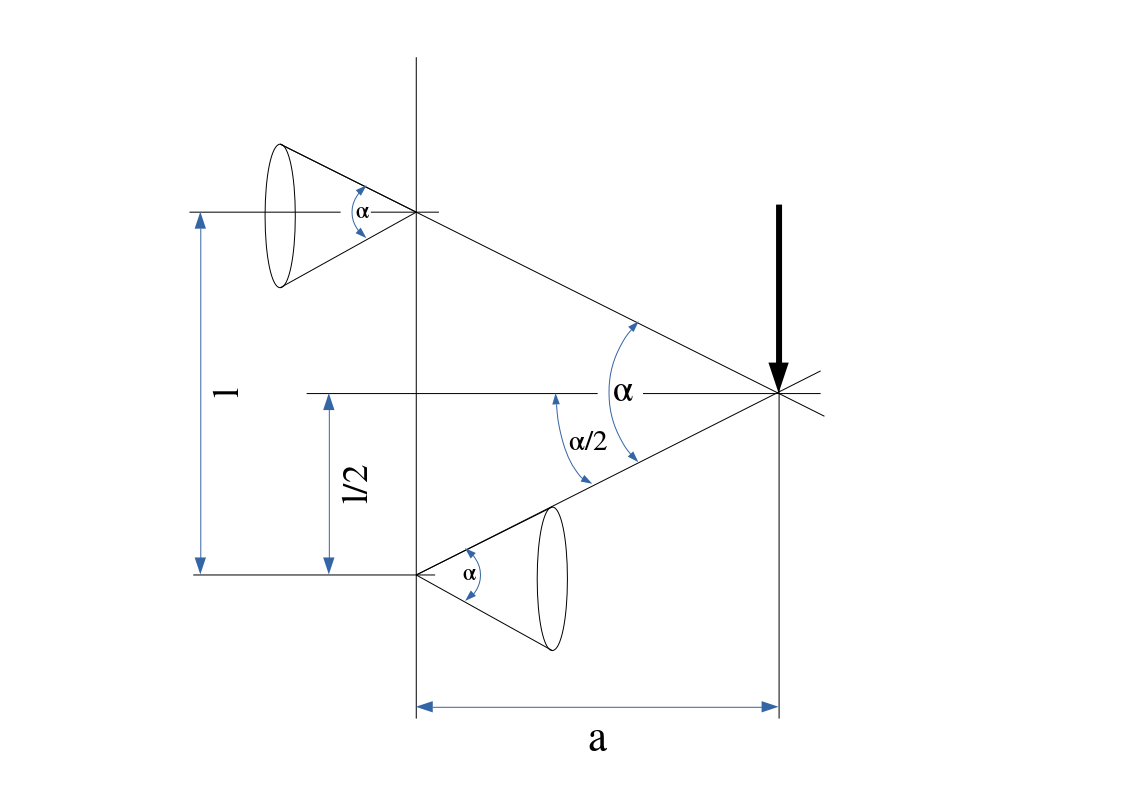
Schematische Darstellung einer Führung mit aussermittigem Kraftangriff und Reibkegeln

Somit begünstigen eine kurze Führung und hohe Reibung den Effekt.
Um Gleitführungen möglichst leichtgängig zu gestalten, sollte ein möglichst großes Führungsspiel angestrebt werden. Dadurch berühren zuerst die äußersten Kanten der Gleitlager die Führungsbahn, wodurch die Führungslänge maximiert wird. Zudem wird die Führung deutlich toleranter gegenüber Formfehlern wie Ungeradheit bzw. belastungsbedingter Durchbiegung.
Insbesondere bei Werkzeugmaschinen wird der Schubladeneffekt vermieden, indem Führungsachse und Antriebsachse möglichst nah beieinander angeordnet werden. So ist z. B. bei einer Drehmaschine die Prismenführung in der Regel auf der Seite der Schlittenspindel lokalisiert, bei einer Fräsmaschine wirkt der Antrieb mittig zwischen einer Schwalbenschwanzführung usw. Durch diese geschickte Anordnungen können die Führungen trotz der höheren Verkantungstendenz sehr spielarm und steif ausgeführt werden.

## Wirkungen

Animation zum "halbierten" Schubladeneffekt durch den sich ausbildenden Reibungskegel, zum Beispiel an einer Säulenbohrmaschine

Die Auswirkungen des Schubladeneffektes sind, ähnlich denen des Stick-Slip-Effekts, anhand einer stotternden Bewegung eines Schlittens bis hin zu seiner völligen Blockade bei außermittigem Kraftangriff beobachtbar.
Der Name Schubladeneffekt leitet sich vom Effekt des Klemmens einer Schublade in der Schubladenführung ab, dessen Ursache und Wirkung mittels Teleskopschienenführungen weitgehend vermieden werden können. Ursächlich ist der erheblich kleinere Reibwert der Rollreibung gegenüber der flächigen Gleitreibung.

## Gewollter Schubladeneffekt
Eine Schraubzwinge ist so gestaltet, dass deren Spannarm auf seiner Führung verkanten kann. Die dann eintretende und konstruktiv gewollte Selbsthemmung verhindert eine weitere Relativbewegung beider Teile zueinander.